# Enquête de Lausanne
 (juillet 2012).
Sa qualité peut être largement améliorée en utilisant un vocabulaire plus directement compréhensible.
L'enquête de Lausanne sur l'évolution à long terme de la schizophrénie a été une étude princeps et reste souvent citée même si certains des résultats ont été affinés, modifiés voire infirmés par des recherches plus récentes et plus modernes du point de vue méthodologique. Elle montre — contrairement aux idées reçues — que la schizophrénie peut évoluer favorablement à long terme, après des débuts aigus et parfois de longues périodes défavorables. Avant de lire la suite, il faut tenir compte du fait que le diagnostic de schizophrénie de l'époque diffère de l'actuel, ce qui ne change pas radicalement ses conclusions sur ce point du moins.
Le texte de Christian Müller et de Luc Ciompi a été publié en 1976 sous le titre allemand : Lebensweg und Alter des Schizophrenen; eine katamnestische Langzeitstudie bis ins Senium. Elle est couramment appelée en français L'enquête de Lausanne. Elle porte sur des sujets schizophrènes du début de la maladie jusqu'à son devenir à l'âge avancé. Seul Manfred Bleuler (fils d'Eugen Bleuler) avait à l'époque pu suivre et étudier 220 patients sur 20 ans.
L'étude Müller-Ciompi porte sur 5 561 cas du Centre Psychiatrique Universitaire de Lausanne. Elle concerne toutes les personnes de moins de 65 ans et qui ont été hospitalisées avant 1963 en psychiatrie une première fois à Cery. Parmi les 5 661 cas (il y a changement du nombre de cas par rapport  aux lignes précédentes), 1 642 schizophrènes (ou déments précoces) selon les critères de Emil Kraepelin et Bleuler ont été retenus. Sur ces 1 642 cas, 75 % sont décédés (nés entre 1873 et 1897) au moment de l'étude. 7 % ont dû être aussi éliminés, restaient 289 schizophrènes, donc 18 % du chiffre de départ.
Les causes de mortalité, légèrement plus fréquente que les personnes non affectées, plus élevée chez les schizophrènes catatoniques (252 %) et basse chez les schizo-paranoïdes (chiffre global 172 %, pop. normale 100 %) sont connues depuis 1942 grâce à 181 autopsies (32 %) sur 570 décès. Il y a beaucoup de morts dont les causes ne sont pas connues ou causées par des tuberculoses, des maladies ORL, ictus, etc. Il y a peu de tumeurs malignes et un taux de suicide moins important que dans d'autres maladies psychiatriques.

## État général pour l'ensemble des patients de l'échantillon
- 47 % non-réhospitalisés dont 2/3 pour une durée de moins de 6 mois
- 47 % de l'ensemble pour une durée d'un an
- 23 % hospitalisés plus de 20 ans
- plus d'hospitalisations pour les patients d'âge de deuxième moitié de vie

L'évolution donc ne va pas dans le sens d'une détérioration sauf pour une minorité.

## Évolution à long terme
Le début de la maladie (1/8e incertain) a souvent été aigu et chronique (plus ou moins 6 mois à partir des premiers symptômes jusqu'au tableau complet de la psychose). Évolution oscillante pour 50 %, 47 % simple-continu, 7 % incertain. États « terminaux » selon Bleuler (1972) 27 % guéris, 22 % légers et 24 % moyens, 18 % graves (9 % incertains). La moitié (49 % de tous les schizophrènes) a donc évolué de manière favorable (guérison ou état terminal léger).
Globalement : 0 % guéris, 42 % améliorés, 29 % inchangés, 5,9 % péjorés, 1,7 % incertains. Ce qui fait que 3/5 des schizophrènes peuvent évoluer favorablement en vieillissant. Quant aux démences organiques de la sénescence, Müller et Ciompi concluent qu'elles sont un peu plus fréquentes que dans une population « moyenne » du même âge. On remarque encore qu'elles sont plus fréquentes lorsque la schizophrénie évolue défavorablement. La question de l'organicité de la schizophrénie est ainsi relativisée puisqu'elle n'adopte jamais le profil d'une maladie psycho-organique typique.
Un autre objet de recherche est l'état de la situation sociale et de l'adaptation à la vieillesse. La même tendance évolutive est là aussi corrélée ; 3/5 des sujets étudiés vivaient soit en dehors de l'hôpital, souvent depuis très longtemps, soit seuls : 13 %, soit dans leur famille : 26 %, soit dans des foyers, pensions, etc. : 17 %. Leur état de santé pour un âge moyen de 75 ans était bon pour plus de la moitié qui pouvaient en outre encore exercer une activité. 17 % étaient mariés, les autres célibataires, veufs, divorcés, etc.

### État psychique durant la vieillesse
Le tiers était considéré comme dans un bon état psychique, 31 % avaient des troubles graves et 37 % étaient dans un état moyen.

### Évolution à la suite de débuts «aigus»
Au niveau psychopathologique, l'évolution est favorable si des débuts aigus ont été rencontrés, la durée de la 1re hospitalisation a été de moins d'un an, il y a eu la présence de phénomènes de dépersonnalisation et de déréalisation, des symptômes dépressifs, des hallucinations visuelles, des délires, la première hospitalisation psychiatrique s'est faite avant 45 ans et il y a appartenance au sous-groupe des schizophrénies-paranoïdes. Donc, l'évolution est meilleure si le début a été aigu, intense et polymorphe. La surprise est qu'il n'y avait pas de différence significative entre l'aire pré-neuroleptique et post-neuroleptique (1950). Globalement et compte tenu des biais méthodologiques, la situation à long terme des schizophrènes ne s'est guère améliorée depuis 1900 à la période de la réalisation de l'étude (même si ceci est à relativiser avec les avantages à court terme des neuroleptiques). Aucun critère pronostic sur les premières années de la maladie n'est prédictif de l'évolution. On observe même après des évolutions très graves sur plusieurs décennies des améliorations tardives et spectaculaires. Pour savoir si la maladie est maligne ou bénigne, on doit donc attendre la fin de la vie. La schizophrénie n'est pas une maladie qui en règle générale présente une évolution défavorable. L'évolution est ouverte comme l'est la vie et soumise à une multiplicité de facteurs.

## Facteurs étudiés

### Facteurs favorables et défavorables
Une situation familiale, être marié ou être en formation professionnelle sont des facteurs favorables.

### Facteurs n'ayant aucune influence
Le sexe, l'intelligence, la formation scolaire, la structure de faille dans l'enfance, la constitution bio-topologique et hérédité n'ont pas d'influence sur l'affection mais ont une influence sur la santé mentale durant toute la vie.

## Conclusion
Les généralisations sont à opérer avec prudence. Un à deux tiers des schizophrènes évoluent favorablement à long terme. Ces résultats sont comparables à ceux de l'étude Bleuler M. Il y a peu voire aucune corrélation entre schizophrénie et syndrome psycho-organique de la sénescence.